# Francisco Coelho
Francisco José Villas-Boas Senra de Faria Coelho (ur. 12 marca 1961 w Maputo, w Mozambiku) – portugalski duchowny rzymskokatolicki, arcybiskup Évory od 2018.

## Życiorys
Święcenia kapłańskie otrzymał 29 czerwca 1986 i został inkardynowany do archidiecezji Évory. Pracował głównie jako wykładowca instytutu teologicznego w Évorze oraz jako proboszcz kilku miejscowych parafii.
17 kwietnia 2014 papież Franciszek mianował go biskupem pomocniczym Bragi, ze stolicą tytularną Plestia. Sakry udzielił mu 29 czerwca 2014 metropolita Évory - arcybiskup José Francisco Alves.
26 czerwca 2018 został mianowany arcybiskupem metropolitą Évory.